# Romano Fogli
Romano Fogli (pronunciación en italiano: /roˈmaːno ˈfɔʎʎi/; Santa Maria a Monte, Italia, 21 de enero de 1938-ibídem, 21 de septiembre de 2021) fue un jugador y entrenador de fútbol italiano. En su etapa como jugador profesional se desempeñó como centrocampista de los años 1950 a años 1970.

## Trayectoria

### Como futbolista
Inició su carrera deportiva en el Torino Football Club con el que jugó durante tres años, convirtiéndose en un punto fijo del equipo en la temporada 1957-1958, disputando todos los partidos de la Liga. Luego se trasladó al Bolonia y aquí ganó su único Scudetto en la temporada 1963-1964, marcando el primero de los dos goles con los que el rossoblù venció al Inter en el play-off el 7 de junio de 1964. Formó pareja con Giacomo Bulgarelli en el centro del campo y se convirtió en titular inamovible. Recién durante su estancia en Bolonia recibió la convocatoria a la selección nacional para el Mundial de 1966, en la que disputó un partido. En 1968-1969 se trasladó a la Associazione Calcio Milan y permaneció aquí durante dos temporadas. En 1970 se trasladó al Calcio Catania donde terminó su carrera en 1974.

### Como entrenador
Como entrenador tuvo menos éxito que como jugador. Sus mejores momentos en el banquillo están ligados a Reggiana que regresó a la Serie B en 1981 y permaneció allí hasta la temporada 1982-1983 cuando fue despedido. La temporada siguiente se trasladó a Foggia donde permaneció una temporada. Tras algunas experiencias fallidas, como la del Livorno en la temporada 1984-1985, volvió al protagonismo en la Serie C1 con el Siena, en la que obtuvo buenos resultados pero no ascenso. La temporada siguiente pasó a ser técnico de Montevarchi en la Serie C1 y luego fue contratado por el Vicenza, siendo exonerado a los pocos días. También fue segundo entrenador de Giovanni Trapattoni en la Fiorentina.

## Selección nacional
Fue internacional con la selección de fútbol de Italia en 13 ocasiones. Participó en la Copa del Mundo de 1966.

### Participaciones en Copas del Mundo
| Mundial                        | Sede       | Resultado      | Partidos | Goles |
| ------------------------------ | ---------- | -------------- | -------- | ----- |
| Copa Mundial de Fútbol de 1966 | Inglaterra | Fase de grupos | 1        | 0     |

## Clubes

### Como jugador
| Club    | País   | Año       |
| ------- | ------ | --------- |
| Torino  | Italia | 1955-1958 |
| Bologna | Italia | 1958-1968 |
| Milan   | Italia | 1968-1970 |
| Catania | Italia | 1970-1974 |

### Como entrenador
| Club                   | País   | Año       |
| ---------------------- | ------ | --------- |
| Bologna (asistente)    | Italia | 1978-1979 |
| Reggiana               | Italia | 1980-1983 |
| Foggia                 | Italia | 1983-1984 |
| Livorno                | Italia | 1984-1986 |
| Barletta               | Italia | 1986-1987 |
| Siena                  | Italia | 1987-1988 |
| Montevarchi            | Italia | 1988-1989 |
| Vicenza                | Italia | 1989      |
| Treviso                | Italia | 1990-1991 |
| Siena                  | Italia | 1991-1992 |
| Bologna                | Italia | 1993      |
| Baracca Lugo           | Italia | 1994-1995 |
| Fiorentina (asistente) | Italia | 1998-2000 |

## Palmarés

### Como jugador

#### Campeonatos nacionales
| Título  | Club    | País   | Año  |
| ------- | ------- | ------ | ---- |
| Serie A | Bologna | Italia | 1964 |

#### Copas internacionales
| Título                      | Club  | Sede                     | Año  |
| --------------------------- | ----- | ------------------------ | ---- |
| Copa de Campeones de Europa | Milan | Madrid (España)          | 1969 |
| Copa Intercontinental       | Milan | Buenos Aires (Argentina) | 1969 |

### Como entrenador

#### Campeonatos nacionales
| Título              | Club     | País   | Año  |
| ------------------- | -------- | ------ | ---- |
| Serie C1 (Girone A) | Reggiana | Italia | 1981 |